# Latin trap
Latin trap (também chamado de Spanish trap ou  trapeton) é um subgênero musical que se originou na República Dominicana e Porto Rico.
Desde então, espalhou-se por toda a América Latina. É semelhante ao trap convencional que detalha "la calle ou as ruas - festividades, sexo e drogas". O subgênero começou a ganhar popularidade nos anos 2010. Fortemente influenciado pelo reggaeton porto-riquenho e o dembow dominicano, bem como o trap e o rhythm and blues.